# Zveno
Zveno (búlgaro: Звено, lit. 'link'), Politicheski krag "Zveno", oficialmente Círculo Político "Zveno" foi uma organização política búlgara, fundada em 1930 por políticos, intelectuais e oficiais do exército búlgaro. Foi associado a um jornal com esse nome.
Como um movimento nacionalista palingenético, Zveno defendeu a racionalização das instituições econômicas e políticas da Bulgária sob uma ditadura que seria independente tanto da União Soviética quanto das potências do Eixo. Eles se opuseram fortemente ao sistema partidário búlgaro, que viam como disfuncional, e ao terror da Organização Revolucionária da Macedônia Interna (IMRO), o movimento de libertação dos macedônios búlgaros. Zveno também estava intimamente ligado à chamada Liga Militar, a organização por trás de um golpe em 1923, responsável pela morte do primeiro-ministro Aleksandar Stamboliyski.
Em 1934, oficiais pró-Zveno como o coronel Damyan Velchev e o coronel Kimon Georgiev tomaram o poder. Georgiev tornou-se primeiro-ministro. Eles dissolveram todos os partidos, organizações políticas e sindicatos e atacaram abertamente a IMRO. Como organização política, Zveno se dissolveu. O novo governo introduziu uma economia corporativista, semelhante à da Itália de Benito Mussolini. Como uma organização nacionalista, Zveno mudou muitos dos topônimos turcos da era otomana de vilas e cidades na Bulgária para búlgaros. O rei Boris III, um opositor de Zveno, orquestrou um golpe através de um membro monarquista de Zveno, o general Pencho Zlatev, que se tornou primeiro-ministro (janeiro de 1935). Em abril de 1935, foi substituído por um civil, Andrey Toshev, também monarquista. Depois de participar do golpe de Estado búlgaro de 1934, os partidários de Zveno declararam sua intenção de formar imediatamente uma aliança com a França e buscar a unificação da Bulgária em uma Iugoslávia Integral.  Zveno apoiou uma Iugoslávia Integral que incluía a Bulgária, bem como a Albânia dentro dela.
Em 1943, Zveno juntou-se ao movimento de resistência anti-Eixo, a Frente Pátria. Em setembro de 1944, a Frente Pátria arquitetou um golpe de Estado. Georgiev tornou-se primeiro-ministro e ministro da Defesa de Velchev, e eles conseguiram assinar um acordo de cessar-fogo com a União Soviética.
Em 1946, Velchev renunciou em protesto contra as ações comunistas, enquanto Georgiev foi sucedido pelo líder comunista Georgi Dimitrov, após o que a Bulgária se tornou uma República Popular. Georgiev permaneceu no governo até 1962, mas Zveno foi dissolvido como uma organização autônoma em 1949. Zveno continuou a existir dentro da Frente da Pátria, mas era apenas uma organização fantoche até então.